# H-E-B
HEB Grocery Company, LP alternativt H-E-B Grocery Stores alternativt H-E-B är ett amerikanskt multinationellt detaljhandelsföretag som 2015 var landets sjätte största inom snabbköp efter bland annat The Kroger Company, Publix Super Markets, Inc. och Albertsons Companies LLC. Företaget donerar 5% av sin årliga rörelseresultat till välgörenhet och anses vara ett religionsdrivet företag, innan 1976 var alla butiker förbjudna att sälja alkohol och var stängda på söndagar.
Den amerikanska ekonomitidskriften Forbes rankade H-E-B till det 13:e största privata företaget i USA efter omsättning för år 2016.